# Georges Avelange
Georges Avelange (Folx-les-Caves, 15 december 1923 – 9 januari 1977) was een Belgisch politicus.

## Levensloop
Avelange was ambtenaar en actief binnen de Waalse beweging. Hij was lid van de Mouvement populaire wallon en in 1965 was hij een van de dertien oprichters van het Front Démocratique des Francophones (FDF). Binnen die partij behoorde hij tot de federalistische strekking. Van 1968 tot 1971 was hij provinciaal senator voor de provincie Brabant, en vanaf 1970 was hij gemeenteraadslid in Sint-Jans-Molenbeek.